# Edvard III av England
Edvard III (engelska: Edward III), född 13 november 1312, död 21 juni 1377, kung av England från 1327. Son till Edvard II, farfar till Rikard II och Henrik IV. Gift 1328 med Filippa av Hainault.
Edvard III var en av de mest framgångsrika medeltida engelska kungarna. Hans femtioåriga regeringstid inleddes då hans far, Edvard II avsattes 25 januari 1327 och varade fram till 1377. Bland hans närmaste föregångare hade bara Henrik III regerat så länge, och det skulle komma att dröja över 400 år innan en annan monark skulle sitta på tronen så länge. Edvards regeringstid kännetecknas av en expansion av Englands territorium genom krig i Skottland och Frankrike. Edvards börd och avkomma bäddade för två långa och betydelsefulla händelser i brittisk och europeisk historia; Hundraårskriget respektive Rosornas krig.

## Barndom
Edvard, son till Edvard II av England och Isabella av Frankrike, dotter till Filip den sköne, föddes i Windsor Castle 1312. 1320 blev han earl av Chester. 1325 överlät fadern hertigdömet Akvitanien till honom och den unge Edvard sändes till Frankrike tillsammans med modern för att träffa sin morbror, den franske kungen Karl IV. 
Den mäktiga drottningen och hennes älskare Roger Mortimer tvingade vid återkomsten den svage och impopuläre Edvard II att abdikera och gjorde sonen till kung 1327.
Edvard II mördades sedan och Isabella och Roger Mortimer styrde England under den unge kungens första år på tronen.

## Tidig regeringstid
Edvard III kröntes 25 januari 1327, vid fjorton års ålder, och gifte sig med Filippa av Hainault 1328. Paret fick småningom tretton barn, varav fem söner nådde vuxen ålder. Deras äldste son och Edvards arvtagare, Edvard, den svarte prinsen föddes 1330 och skulle komma att bli en berömd befälhavare. Samma år som Edvard och Filippa gifte sig dog morbrodern Karl IV utan manliga arvingar, efterlämnande en gravid änka, och gjorde därmed Edvard (genom modern Isabella) den äldste överlevande manlige arvtagaren till Filip IV, Karl och Isabellas far, och därigenom möjligheten att ärva de franska tronen. (Edvards yngre bror John, earl av Cornwall, var den ende andra överlevande manlige ättlingen till Filip IV). Senare fick Ludvig X och Filip V:s döttrar manlig avkomma såsom kung Karl II av Navarra, hertig Filip av Burgund och greve Ludvig av Flandern. 
1330 tog den artonårige Edvard över det engelska hovet genom att avsätta Isabella och avrätta Mortimer.
Edvard III:s regeringstid kännetecknas av ett fortsatt krig med Skottland, men ännu mer av krig med Frankrike. Han första stora militära framgång var Slaget vid Halidon Hill 1333, vilket han vann till sin marionetts, den nye skotske kungen Edward Balliols favör, gentemot sin svåger David II av Skottland, i ätten Bruce och make till Edvards syster Johanna av tornet.

## Hundraårskriget

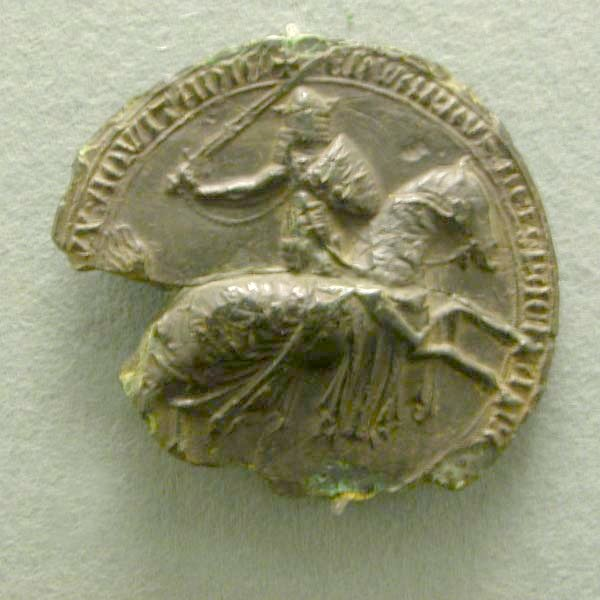
Edvard III:s stora sigill

Edvards anspråk att ena de engelska och franska tronerna motsattes av den franska adeln som åberopade den saliska lagens arvsföljd, vilket säger att kunglig tronföljd inte kan ske genom spinnsidan (såsom Edvards mor Isabella, eller Johanna av Navarra) och menade att den legitime tronföljaren var Filip VI, Edvards kusin och arvtagare till Charles av Valois, en yngre son till Filip III.
Edvard förklarade krig mot Filip VI 1337 och utropade sig som kung av Frankrike 26 januari 1340. Det här var början till den konflikt som skulle komma att bli känd som Hundraårskriget, och som fortsatte sporadiskt fram till 1450-talet. 1346 besegrade Edvard fransmännen i Slaget vid Crecy, med honom på fälttåget var hans sextonårige son, Edvard, den svarte prinsen.
Den svarte prinsen ledde Englands framgångsrika armé i Slaget vid Poitiers 1356. Den första fasen i hundraårskriget avslutades 1360 med Brétignyfördraget, vilket markerar en höjdpunkt av engelskt inflytande i Frankrike och gav en lösesumma på tre miljoner kronor för den franske kungen Johan II av Frankrike. 
Medan dessa segrar så småningom vände, och vanns och förlorades igen under generationer av krig fortsatte engelska monarker att göra anspråk på titeln "Kung av Frankrike" fram till Act of Union vilket ledde till skapandet av Storbritannien 1801. Edvard III prydde sin vapensköld med franska liljor (en blå sköld med ett tätt mönster av små gyllene franska liljor, senare reducerade till tre, som är en symbol för det franska kungahuset), vilket förblev en del av det engelska vapnet tills det avlägsnades av Georg III.

## Inrikes händelser och familjeliv
Medan kungen och prinsen krigade utomlands låg styret av riket i händerna på prinsens yngre bror, John av Gaunt. Ekonomisk tillväxt från den växande ullhandeln gav nya intäkter till riket, men utbrott av böldpest, Digerdöden, påverkade undersåtarnas liv markant.
Handelsskatter blev en stor kunglig inkomst, då det tidigare kommit främst från skatt på lantegendomar. Parlamentet delades upp i överhus och underhus. Under Edvards regeringstid var franska det språk som användes av adeln sedan den normandiska erövringen, men detta förändrades.
Kungen grundade även en riddarorden, strumpebandsorden, det sades att det var efter en incident då han dansade med en dam på en hovbal, och hon tappade ett intimt klädesplagg. Han plockade då galant upp det, och för att mildra hennes skam knöt han det runt sitt eget ben och påpekade Honi soit qui mal y pense (Skam den som tycker illa därom), vilket kom att bli strumpebandsordens motto. Kvinnan i fråga är endast känd som Grevinnan av Salisbury. Somliga menar att det var Edvards svärdotter Johanna av Kent, men en mer trolig kandidat är Johannas svärmor. 
Trots ett ovanligt lyckligt äktenskap och att han fick tretton barn med Filippa var Edvard en notorisk kvinnotjusare, Efter Filippas död 1369, blev Edvards älskarinna, Alice Perrers namn synonymt med korruption.
Då Edvard stod inför en stärkt fransk monarki och förluster i Frankrike, frågade han parlamentet om han kunde få intäkter genom att beskatta vin- och ullhandeln, men detta mottogs illa 1374-1375 då ett nytt utbrott av böldpest slagit till. Det "Goda parlamentet" 1376 kritiserade Edvards rådgivare, däribland Alice Perrers familj, och rådde honom att rätta mun efter matsäcken. 
Edvard dog av stroke 1377 och begravdes i Westminster Abbey. Hans son, Edvard, hade avlidit ett år tidigare och Edvard efterträddes av sin unge sonson, Rikard, son till den svarte prinsen.

### Sönerna och Rosornas krig
Rosornas krig var ett inbördeskrig om den engelska tronen som utkämpades mellan ättlingarna till Edvard III genom de fem sönerna. Varje gren av familjen hade motstridiga anspråk grundade på släktskapets rang, legitimitet och/eller könet på deras förförfäder. 
(1) Edvard, den svarte prinsen (1330-1376), hertig av Cornwall, prins av Wales. 
Edvard III:s äldste son som dog före fadern, blev aldrig kung. Edvards ende överlevande barn var Rikard II som tillträdde tronen, men fick aldrig några arvingar. Han utsåg sin kusins son Roger Mortimer, som var äldsta manliga barnbarn till Lionel av Antwerpen, till tronarvinge, men denne dog före Rikard, och Rogers son i sin tur kom aldrig i fråga då Rikard II avsattes och efterträddes av en annan av sina kusiner: Henrik IV, "Henrik Bolingbroke", som var den äldsta på svärdssidan.
(2) William (16 februari 1335-8 juli 1335), begraven i katedralen av York.
(3) Lionel av Antwerpen (1338-1368), hertig av Clarence
Lionel dog också före fadern. Lionels enda barn, Filippa, gifte in sig i den mäktiga Mortimerfamiljen. Roger Mortimer var den utsedde efterträdaren till Rikard II (men han avled och lämnade sin unge son Edmund som presumtiv tronföljare). Anne Mortimer, Edmunds äldsta syster, Lionel av Antwerpens barnbarnsbarn, gifte sig med Rikard, earl av Cambridge i huset York och knöt samman Lionel/Mortimerlinjen med Yorklinjen.
(4) Johan av Gent (1340-1399), hertig av Lancaster. 
Från Johan av Gent härstammade de legitima manliga arvingarna, Lancasters (Henrik IV (som avsatte Rikard II) och sedan Henrik V och Henrik VI). Denna släktgren slutade då Henrik VI avsattes av Edvard IV, från Yorkgrenen och Henriks son dödades.
Lancasterkungarna härstammade även, genom Johan av Gents hustru Blanche, från Edmund Krokrygg, son till Henrik III av England - en legend utan grund utvecklades om att Edmund varit äldre än Edvard I, men hade fått stå tillbaka i successionsordningen efter Henrik III på grund av sin fysik. 
Johan av Gents illegitima arvingar var Beauforts, hans ättlingar genom älskarinnan (och senare hustrun) Katherine Swynford; Gents barnbarnsbarn Margaret Beaufort gifte in sig i huset Tudor och fick ett barn som skulle komma att bli Henrik VII. Då Beaufortättlingarna blev legitima i efterhand efter Gents äktenskap med Swynford, var det på villkoret att de skulle spärras från trontillträde. Det hindrade dem dock inte, då Lancastergrenen misslyckades, ätten Tudor att hävda sitt företräde framför ätten York och slutligen efterträda dem. 
[Not: Johan av Gent hade även legitima ättlingar genom sina döttrar Filippa, drottning av Portugal, mor till kung Duarte av Portugal, Elizabeth, hertiginna av Exeter, mor till John Holland, hertig av Exeter, och drottning Catalina av Kastilien, ett barnbarn till Peter I av Kastilien och mor till Juan II av Kastilien, men dessa "kastilier" var upptagna med strider kring den spanska tronföljden och gjorde aldrig några anspråk på den engelska tronen under Rosornas krig och de var alla på spinnsidan.]
(5) Edmund av Langley (1341-1402), hertig av York.
Hans ättlingar kom att kallas huset York. Han hade två söner Edvard, hertig av York, som dödades i strid tillsammans med Henrik V i slaget vid Azincourt, och Rikard, earl av Cambridge, avrättad av Henrik V för förräderi Som nämnts ovan gifte sig Rikard med Anne Mortimer, vilket gav deras son och huset York, genom Lionel av Antwerpen, ett företrädande anspråk framför både Lancasters, som härstammade från en yngre son än Lionel, och Tudors, vars legitimiserade Beaufortättlingar hade spärrats från tronen.
(6) Thomas (1347).
(7) William av Windsor (24 juni 1348-5 september 1348).
(8) Thomas av Woodstock (1355-1397), hertig av Gloucester.
Thomas, som var en av Lords Appellant som var betydelsefulla under Rikard II, mördades eller avrättades för förräderi. troligtvis på Rikard II:s order, hans arvinge var dottern Anne, som gifte in sig i familjen Stafford, vars ättlingar blev hertigar av Buckingham. Henrik Stafford, som härstammade på faderns sida från Thomas av Woodstock, och på moderns sida från Johan Beaufort, gjorde uppror mot Rikard III 1483 men misslyckades att avsätta honom. Detta misslyckade uppror gjorde att Henrik Tudor blev Lancasters huvudkandidat till tronen. 
Huvudlinjen av Plantagenetlinjen avslutades med Rikard II:s död, men inte innan avrättningen av Thomas av Woodstock för förräderi. De presumtiva arvtagarna genom Lionel av Antwerpen förbigicks av den mäktig Henrik IV, ättling till Edvard III genom Johan av Gent. Dessa Lancasterkungar klarade förräderiet av sina Edmund of Langley (York)-kusiner men avsattes så småningom i den sammanslagna Lionel/Edmund-släktlinjen i form av Edvard IV. Det förödande dödandet York-släktingar emellan lämnade Richard III som kung, stödd av och sedan förrådd av sin kusin Buckingham ättling till Thomas av Woodstock. Slutligen fick ätten York ge vika för den återstående Lancasterkandidaten Henrik VII i huset Tudor, som var ytterligare en ättling till Johan av Gent, och som gifte sig med den äldsta dottern till Yorkkungen Edvard IV.

### Döttrarna
- Isabella Plantagenet (1332-1382), g.m Enguerrand VII de Coucy, earl av Bedford
- Joan Plantagenet (1335-1348), dog av pest i Bordeaux, på väg att gifta sig med Peter I av Kastilien
- Blanche Plantagenet (1342)
- Mary Plantagenet (1344-1362), g.m Johan V av Bretagne
- Margaret Plantagenet (1346-1361), g.m John Hastings, earl av Pembroke

## Anfäder
|                    |  |  |  |  |  |  |  |                          |  |  |  |  |  |  |  |                                   |  |  |  |  |  |  |  | 8. Kung Henrik III                  |
|                    |  |  |  |  |  |  |  |                          |  |  |  |  |  |  |  |                                   |  |  |  |  |  |  |  |                                     |
|                    |  |  |  |  |  |  |  |                          |  |  |  |  |  |  |  | 4. Kung Edvard I                  |  |  |  |  |  |  |  |                                     |
|                    |  |  |  |  |  |  |  |                          |  |  |  |  |  |  |  |                                   |  |  |  |  |  |  |  |                                     |
|                    |  |  |  |  |  |  |  |                          |  |  |  |  |  |  |  |                                   |  |  |  |  |  |  |  | 9. Eleonora av Provence             |
|                    |  |  |  |  |  |  |  |                          |  |  |  |  |  |  |  |                                   |  |  |  |  |  |  |  |                                     |
|                    |  |  |  |  |  |  |  | 2. Kung Edvard II        |  |  |  |  |  |  |  |                                   |  |  |  |  |  |  |  |                                     |
|                    |  |  |  |  |  |  |  |                          |  |  |  |  |  |  |  |                                   |  |  |  |  |  |  |  |                                     |
|                    |  |  |  |  |  |  |  |                          |  |  |  |  |  |  |  |                                   |  |  |  |  |  |  |  | 10. Kung Ferdinand III av Kastilien |
|                    |  |  |  |  |  |  |  |                          |  |  |  |  |  |  |  |                                   |  |  |  |  |  |  |  |                                     |
|                    |  |  |  |  |  |  |  |                          |  |  |  |  |  |  |  | 5. Eleonora av Kastilien          |  |  |  |  |  |  |  |                                     |
|                    |  |  |  |  |  |  |  |                          |  |  |  |  |  |  |  |                                   |  |  |  |  |  |  |  |                                     |
|                    |  |  |  |  |  |  |  |                          |  |  |  |  |  |  |  |                                   |  |  |  |  |  |  |  | 11. Johanna I av Ponthieu           |
|                    |  |  |  |  |  |  |  |                          |  |  |  |  |  |  |  |                                   |  |  |  |  |  |  |  |                                     |
| 1. Kung Edvard III |  |  |  |  |  |  |  |                          |  |  |  |  |  |  |  |                                   |  |  |  |  |  |  |  |                                     |
|                    |  |  |  |  |  |  |  |                          |  |  |  |  |  |  |  |                                   |  |  |  |  |  |  |  | 12. Kung Filip III av Frankrike     |
|                    |  |  |  |  |  |  |  |                          |  |  |  |  |  |  |  |                                   |  |  |  |  |  |  |  |                                     |
|                    |  |  |  |  |  |  |  |                          |  |  |  |  |  |  |  | 6. Kung Filip IV av Frankrike     |  |  |  |  |  |  |  |                                     |
|                    |  |  |  |  |  |  |  |                          |  |  |  |  |  |  |  |                                   |  |  |  |  |  |  |  |                                     |
|                    |  |  |  |  |  |  |  |                          |  |  |  |  |  |  |  |                                   |  |  |  |  |  |  |  | 13. Isabella av Aragonien           |
|                    |  |  |  |  |  |  |  |                          |  |  |  |  |  |  |  |                                   |  |  |  |  |  |  |  |                                     |
|                    |  |  |  |  |  |  |  | 3. Isabella av Frankrike |  |  |  |  |  |  |  |                                   |  |  |  |  |  |  |  |                                     |
|                    |  |  |  |  |  |  |  |                          |  |  |  |  |  |  |  |                                   |  |  |  |  |  |  |  |                                     |
|                    |  |  |  |  |  |  |  |                          |  |  |  |  |  |  |  |                                   |  |  |  |  |  |  |  | 14. Kung Henrik I av Navarra        |
|                    |  |  |  |  |  |  |  |                          |  |  |  |  |  |  |  |                                   |  |  |  |  |  |  |  |                                     |
|                    |  |  |  |  |  |  |  |                          |  |  |  |  |  |  |  | 7. Drottning Johanna I av Navarra |  |  |  |  |  |  |  |                                     |
|                    |  |  |  |  |  |  |  |                          |  |  |  |  |  |  |  |                                   |  |  |  |  |  |  |  |                                     |
|                    |  |  |  |  |  |  |  |                          |  |  |  |  |  |  |  |                                   |  |  |  |  |  |  |  | 15. Blanka av Artois                |
|                    |  |  |  |  |  |  |  |                          |  |  |  |  |  |  |  |                                   |  |  |  |  |  |  |  |                                     |